# František Kolouch
František Kolouch (* 1969, Příbram) je český spisovatel, pedagog a historik zabývající se moderními českými dějinami 20. století.

## Biografie
Vystudoval Katolickou teologickou fakultu Univerzity Karlovy a specializuje se na problematiku moderních církevních dějin. V letech 2010–2015 absolvoval doktorské studium na katedře dějin Pedagogické fakulty Univerzity Karlovy. Tématem jeho disertační práce byla Internace biskupů Josefa Hloucha a Karla Skoupého v době komunismu.
Za svou pedagogickou činnost obdržel v roce 2017 Cenu Eduarda Štorcha. Je spoluautorem učebnice moderních dějin pro základní a střední školy vydavatelství Taktik. V roce 2020 mu byla udělena Cena Egona Erwina Kische za literaturu faktu a za knihu Říkali mu Pistolník, Bohuslav Burian 1919–1960.
Jako historik se zaměřuje na osobnosti pronásledované v době nacismu a komunismu. Kromě řady článků vydal několik rozsáhlých a podrobných biografií. Podrobně zpracoval životní osudy internovaných biskupů Josefa Hloucha a Karla Skoupého, komunisty popraveného Jana Buly a převaděče Bohuslava Buriana. Spolupracuje s Českou křesťanskou akademií, portálem Moderní dějiny a neziskovou organizací Post Bellum. Je autorem biografie posledního lidického faráře Josefa Štemberky. Velmi podrobně se zabýval i tzv.případem Babice.

## Dílo
- Babický případ. Praha: Academia 2024, 316 s. ISBN 978-80-200-3564-6
- Nejvyšší oběť, poslední lidický farář Josef Štemberka 1869 - 1942. Praha: KNA 2022, 496 s. ISBN 978-80-7566-267-5
- Internace, věznění a izolace českých biskupů římskokatolické církve v době komunistické totality. Praha: Academia 2021, 216 s. ISBN 978-80-200-3156-3
- Říkali mu Pistolník, Bohuslav Burian 1919–1960. Kostelní Vydří: Karmelitánské nakladatelství 2019, 318 s. ISBN 978-80-7566-024-4
- Hravý dějepis, nejnovější dějiny. Učebnice pro 9. ročník ZŠ a víceletá gymnázia. Praha: Taktik 2019, 128 s. ISBN 978-80-7563-204-3
- Internace biskupů. Praha : Academia 2018, 282 s. ISBN 978-80-200-2922-5
- Umlčený biskup, osudy Karla Skoupého. Brno: Kartuziánské nakladatelství 2018, 223 s. ISBN 978-80-87864-95-1
- Oběť případu Babice, Jan Bula 1920–1952. Kostelní Vydří: Karmelitánské nakladatelství 2016, 310 s. ISBN 978-80-7195-858-1
- Milion duší, osudy biskupa Josefa Hloucha. Brno: Kartuziánské nakladatelství 2013, 271 s. ISBN 978-80-87864-04-3
- Dějiny Nové Vsi pod Pleší. Praha: Amos, 2012, 288 s. ISBN 978-80-260-1993-0